# Terminal intel·ligent
En informàtica, es denomina  terminal intel·ligent  un terminal amb processador, memòria RAM i microprogramari propis que pot realitzar certes funcions de manera independent del seu host.
Un ordinador o ordinador personal pot ser un terminal intel·ligent quan s'utilitza amb una emulació de terminal o programari de comunicacions. No obstant això la majoria dels terminals intel·ligents tenen tan sols capacitat per redirigir les dades entrants a una impressora o a un sistema d'emmagatzematge.

## Nota
1. ↑  Eric C. Coll. Telecom 101: Telecommunications for Non-Engineers.  Teracom Training Institute, 2001, p. 1–. ISBN 978-0-9730275-0-1 [Consulta: 1r juliol 2012].